# Carlota Olcina
Carlota Olcina, née le 23 juin 1983 à Sabadell dans la province de Barcelone, est une actrice espagnole.

## Filmographie
- 1998 : Laura (série télévisée) : Sílvia
- 1999 : Laberint d'ombres (série télévisée) : Judith
- 2001 : Valèria (téléfilm) : Olga gran
- 2001 : Mi dulce : la fille n°1
- 2002 : El comisario (série télévisée) : Alejandra Roson Espinosa
- 2004 : El legado (court métrage) : Inés
- 2006 : Olalla, the Shortfilm (court métrage) : Olalla
- 2006 : Salvador (Puig Antich) : Carme
- 2008 : Artemisia Sanchez (série télévisée) : Teresa
- 2000-2009 : El cor de la ciutat (série télévisée) : Núria Vidal
- 2008-2012 : Amar en tiempos revueltos (série télévisée) : Teresa García Guerrero
- 2012 : The Body : Erica Ulloa
- 2013 : Gran Reserva. El origen (série télévisée) : Manuela Matute
- 2014 : Los misterios de Laura (série télévisée) : Álex
- 2014 : Vírgenes (court métrage) : Lena
- 2015 : Seis hermanas (série télévisée) : Petra Fuentes
- 2016 : Night and Day (série télévisée) : Clara Salgado
- 2017 : Merlí (série télévisée) : Silvana